# Ортофосфат аммония-магния
Ортофосфат аммония-магния — неорганическое соединение, 
комплексная соль аммония, металла магния и ортофосфорной кислоты с формулой NH4MgPO4, бесцветные кристаллы, не растворимые в воде, образует кристаллогидраты.

## Получение
- В природе встречается минерал струвит — NH4MgPO4•6H2O с примесями [1]

- Обработка растворов солей магния гидрофосфатом натрия в аммиачной среде:

{\displaystyle {\mathsf {MgCl_{2}+Na_{2}HPO_{4}+NH_{3}\cdot H_{2}O+5H_{2}O\ {\xrightarrow {}}\ NH_{4}MgPO_{4}\cdot 6H_{2}O\downarrow +2NaCl}}}

## Физические свойства
Ортофосфат аммония-магния образует бесцветные кристаллы.
Не растворяется в воде.
Образует кристаллогидрат состава NH4MgPO4•6H2O — бесцветные кристаллы
ромбической сингонии,
пространственная группа P mm2,
параметры ячейки a = 0,694 нм, b = 1,12 нм, c = 0,613 нм, Z = 2.

## Химические свойства
- Разлагается при нагревании:

{\displaystyle {\mathsf {NH_{4}MgPO_{4}\cdot 6H_{2}O\ {\xrightarrow[{-H_{2}O}]{100^{o}C}}\ NH_{4}MgPO_{4}\cdot H_{2}O\ {\xrightarrow[{-H_{2}O}]{140^{o}C}}\ NH_{4}MgPO_{4}\ {\xrightarrow[{-H_{2}O,-NH_{3}}]{250^{o}C}}\ Mg_{2}P_{2}O_{7}}}}

## Применение
- Используется в качественном анализе магния.